# Тоник
О косметическом тонике см. Лосьон.
То́ник (от англ. tonic water — тонизирующая вода) — горько-кислый безалкогольный газированный напиток, в котором содержится хинин. Часто используется для разбавления спиртных напитков, особенно джина, приготовления коктейлей.
Первый коммерческий тоник был произведен в 1858 году, когда он был запатентован владельцем компании Pitt & Co, Эразмом Бондом.

## Назначение
Напиток был изобретён для борьбы с малярией в Индии и Африке. В одно время солдаты Британской Ост-Индской компании смешали тоник с джином, чтобы забить резкий вкус хинина, так появился поныне популярный коктейль джин-тоник. Благодаря хинину тоник обладает сильными отрезвляющими и антипохмельными свойствами.
Тоник, использующийся в медицинских целях, состоит только из газированной воды и большого количества хинина. В тонике, предназначенном для употребления в качестве напитка, могут содержаться кукурузный сироп, сахар либо искусственные подсластители. Во Вьетнаме питьевой тоник применялся как лекарство, предназначенное для облегчения абстинентного синдрома при наркомании.

## Содержание
Изначально тоник содержал лишь газированную воду и хинин, но с течением времени большинство компаний стало добавлять всё меньше хинина. Вследствие этого он стал менее горьким и более подслащённым, часто с высоким содержанием фруктозы, кукурузного сиропа или сахара. Некоторые производители выпускают диетический (компактный) тоник, который может содержать искусственные подсластители, такие как аспартам.
В США содержание хинина в тонике ограничено до 0,083 промилле (83 мг на литр). Терапевтическая суточная доза для детей до 1 года составляет 100 мг. Многие врачи рекомендуют его как нелекарственное средство от судорог ног, при этом важно соблюдать правильную дозировку, чтобы не навредить себе.